# Fútbol en Armenia

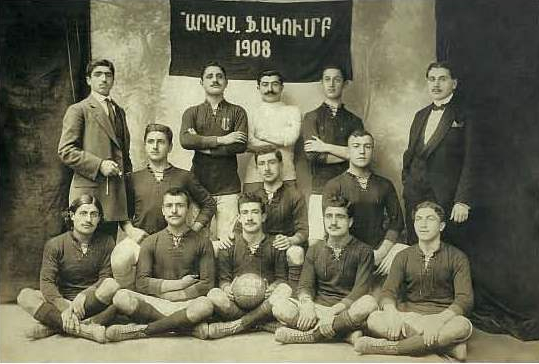
Araks Football Club, Constantinopla, 1908.

El fútbol es el deporte más popular en Armenia, especialmente tras el colapso de la Unión Soviética en 1991 y la creación de la liga nacional de fútbol armenia. 
La Federación de Fútbol de Armenia (FFA) es el máximo organismo del fútbol profesional en Armenia y fue fundada en 1992, año en que se afilió a la FIFA y a la UEFA. La FFA organiza la Liga Premier de Armenia —la primera y máxima competición de liga del país— y la Copa de Armenia, y gestiona la selección nacional masculina y femenina.

## Historia
Los primeros equipos de Armenia se fundaron en la capital del Imperio otomano, Constantinopla, a principios del siglo XX. El primer partido entre armenios y turcos se disputó en 1906, entre el Balta-Liman y el Galatasaray. Posteriormente el Balta-Liman se disolvió y se fundaron dos nuevos equipos, el Araks y el Tork. En 1935 nació el primer equipo profesional armenio, llamado Spartak —hoy conocido como Ararat Ereván—. 
Antes de la independencia de Armenia, el equipo más laureado fue el FC Ararat Ereván, que se convirtió en el único equipo armenio en ganar la liga soviética, en 1973. Ese mismo año también se alzó con la Copa de la Unión Soviética, competición que volvería a conquistar dos años después. En la Copa de Europa 1974-75, el Ararat Ereván alcanzó los cuartos de final, cayendo eliminado por el futuro campeón Bayern Munich. Hoy en día, el FC Pyunik es el conjunto más exitoso del país con 13 títulos de liga, 10 de ellos de manera consecutiva.
Khoren Oganesian, nombrado mejor futbolista de la historia de Armenia en 2003, disputó con la selección soviética el Mundial de 1982, al igual que Eduard Markarov lo hizo en el de 1966.

## Competiciones oficiales entre clubes
- Liga Premier de Armenia: es la primera división del fútbol armenio. Fue fundada en 1992 y está compuesta por 8 clubes.
- Primera Liga de Armenia: es la segunda división en el sistema de ligas armenio. Está compuesta por 10 clubes, de los cuales uno asciende directamente a la Liga Premier.
- Copa de Armenia: es la copa nacional del fútbol armenio, organizada por la Federación de Fútbol de Armenia y cuyo campeón tiene acceso a disputar la UEFA Europa League.
- Supercopa de Armenia: competición que enfrenta al campeón de la Liga Premier y al campeón de Copa.

## Selecciones de fútbol de Armenia

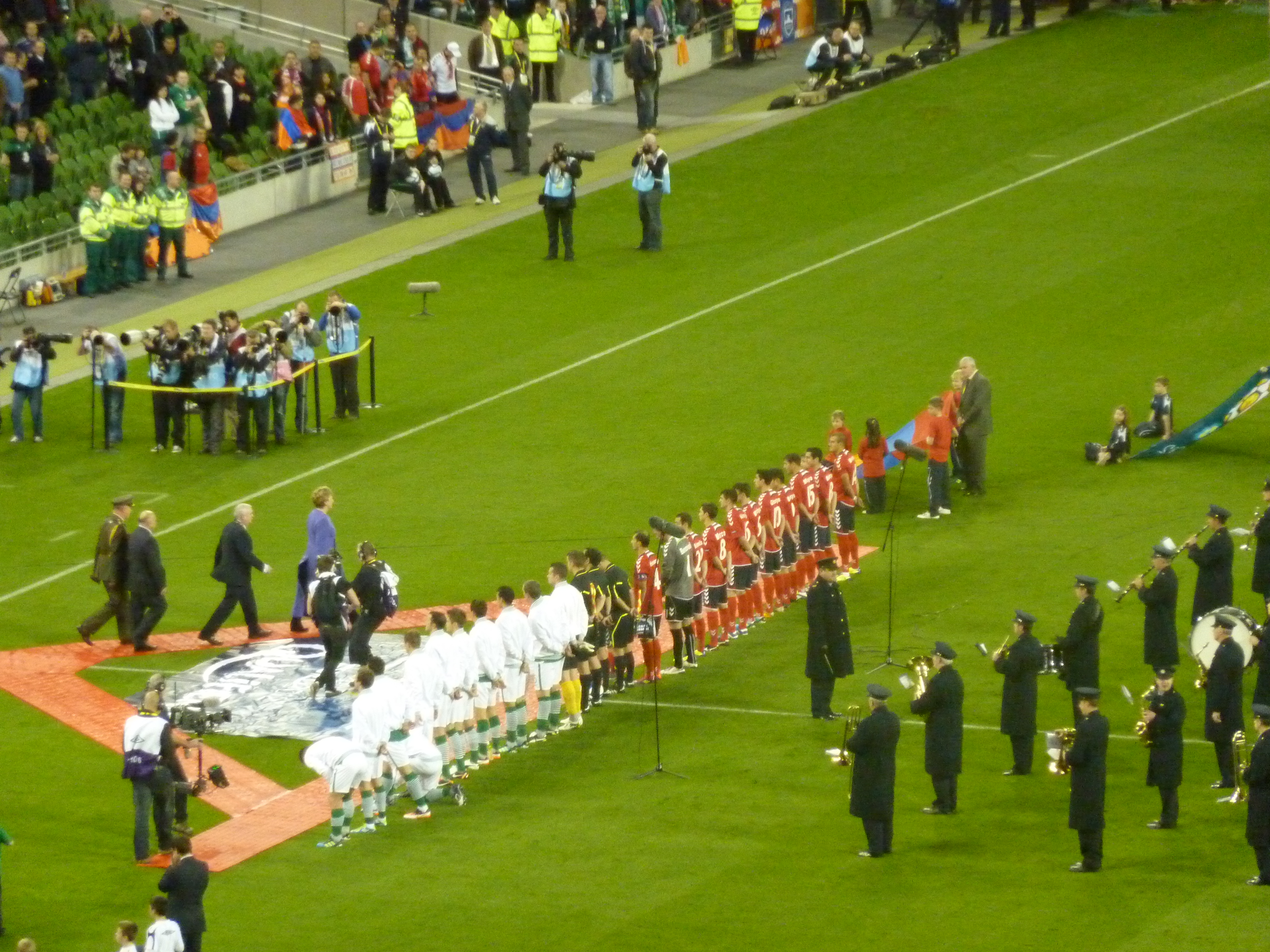
La selección armenia en un partido ante el 11 de octubre de 2011 en Dublín.

### Selección absoluta de Armenia
La selección de Armenia, en sus distintas categorías está controlada por la Federación de Fútbol de Armenia.
El equipo armenio disputó su primer partido oficial el 14 de octubre de 1992 en Ereván ante Moldavia, partido que se resolvió con 0-0. Armenia aún no ha logrado clasificarse para la Copa del Mundo de la FIFA ni para la Eurocopa.

### Selección femenina de Armenia
La selección femenina debutó el 3 de julio de 1991 ante la selección de Austria en un partido que ganaron las austriacas por 11-0. La selección femenina de Armenia aún no ha participado en una fase final de la Copa del Mundo o de la Eurocopa.